# Mirina christophi
Mirina christophi là một loài bướm đêm thuộc họ Mirinidae. Nó được tìm thấy ở vùng Amur và bán đảo Triều Tiên.
Sải cánh dài 40–45 mm.